# Árpád Gérecz
Árpád Gérecz, né le 23 décembre 1924 à Dunakeszi et mort le 1er janvier 1992 à Morges, est un musicien vaudois, chef d'orchestre, violoniste et enseignant.

## Biographie
Árpád Gérecz commence ses études musicales à l'Académie royale Franz Liszt de Budapest avant d'entrer au Conservatoire de musique de Genève. Il étudie la direction d'orchestre auprès de Paul van Kempen à Hilversum en Hollande et de Georg Ludwig Jochum à Duisbourg en Allemagne. Il s'établit en Suisse en 1948.
Après ses études, Árpád Gérecz mène de front une double carrière, de violoniste et de chef d'orchestre. Ses tournées le conduisent dans toute l'Europe, aux États-Unis et au Canada. Chambriste de talent, il fonde avec György Szoltsányi (Georges Solchany) et Vilmos Palotai le célèbre Trio hongrois avec lequel il enregistre l'intégrale des Trios de Beethoven, donne de nombreux concerts et participe aux grands festivals européens (Menton, Salzbourg, Besançon, Montreux, etc.). Il laisse un enregistrement renommé des quintettes de Mozart, joué avec Arthur Grumiaux.
Chef d'orchestre, il est d'abord nommé en 1958 chef assistant de l'Orchestre de Chambre de Lausanne ; il est invité, deux ans plus tard, au Théâtre royal de la Monnaie de Bruxelles comme l'un des chefs attitrés. En dehors du répertoire classique qu'il dirige au cours des saisons (Rigoletto de Verdi, Carmen de Bizet, Le barbier de Séville de Rossini, etc.), il se voit confier la direction générale de la création en langue française de l'opéra dodécaphonique Aniara de Karl Birger Bomdahl. Il est également chef d'orchestre de la Radio Suisse Romande et dirige régulièrement des œuvres d'auteurs suisses. Il a en outre contribué au rayonnement des concerts Bach de Lutry (créés par Edgar Shann) en y faisant venir chaque année l'Orchestre et le Chœur du Conservatoire de musique de Genève, et en dirigeant l'Ensemble Bach de Lutry, puis les Solistes romands, qui remplacent le précédent ensemble. Il s'est entouré dans ce projet de musiciens de talent, comme le violoniste Arthur Grumiaux, les organistes Lionel Rogg, Guy Bovet, Pierre Segond et Georges Athanasiadès ainsi que le violoncelliste solo de l'Orchestre de Suisse romande (OSR) François Guye.
Également enseignant, Árpád Gérecz est nommé en 1955 professeur de virtuosité, de musique de chambre et de classe d'orchestre du Conservatoire de Lausanne. Il se voit également confier, au début des années 1970, la classe de direction d'orchestre du Conservatoire de musique de Genève ainsi que celle de musique de chambre. C'est là qu'il se lie avec Michel Corboz, contribuant tous les deux à un projet autour de la musique de Bach que les concerts de Lutry concrétiseront.
Établi en Suisse depuis 1948, Árpád Gérecz en a obtenu la nationalité en janvier 1962, devenant bourgeois de Grandvaux (VD). Il décède au début du mois de mai 1992.

## Sources
- « Árpád Gérecz », sur la base de données des personnalités vaudoises sur la plateforme « Patrinum » de la Bibliothèque cantonale et universitaire de Lausanne.
- Meylan, Pierre et al., Dictionnaire des musiciens suisses, Zürich, Atlantis, 1964, p. 139-140
- "Mort du violoniste hongrois Arpad Gerecz", Le Monde, 1992/05/04, p. 13.